# Gryps

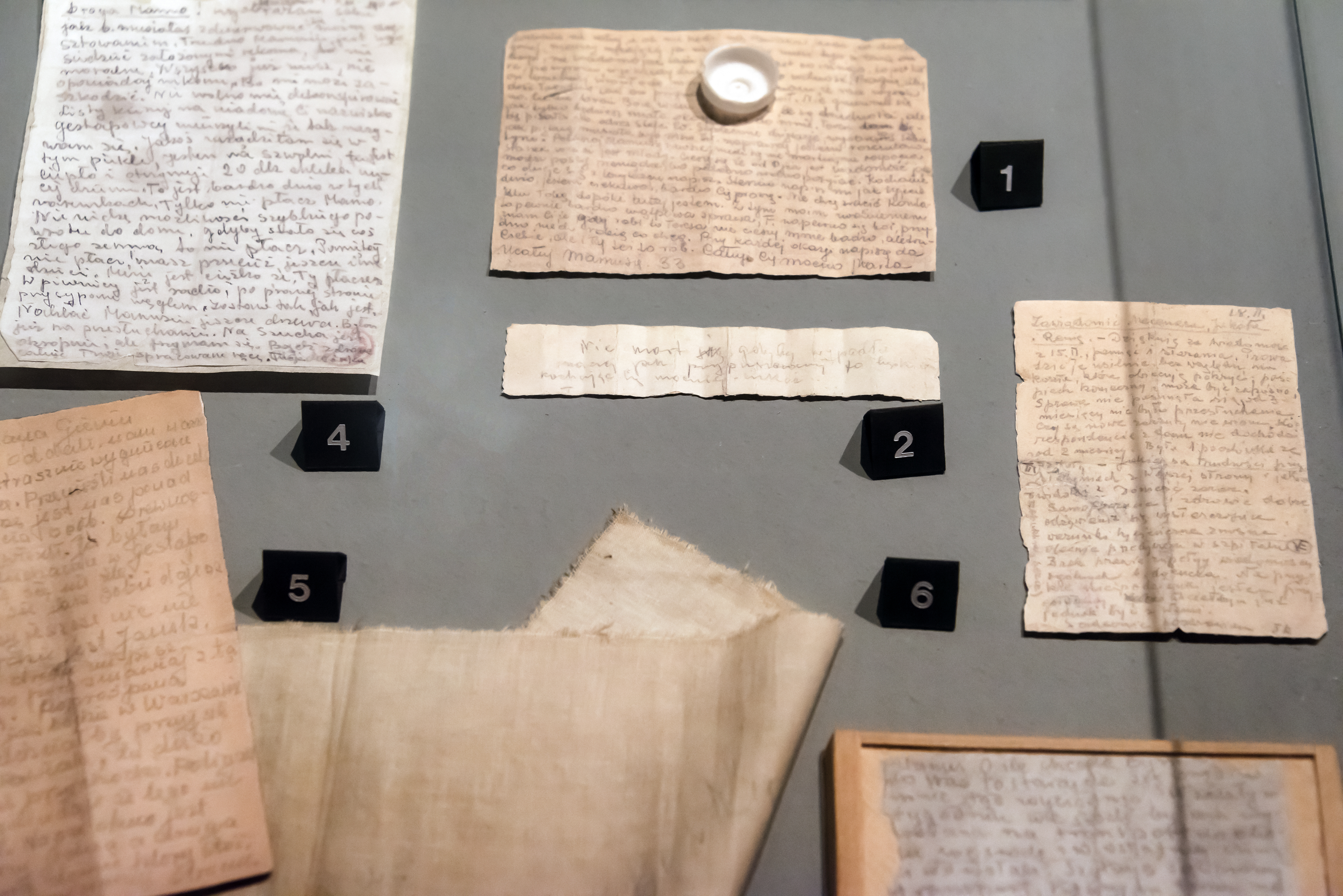
Grypsy na ekspozycji w Muzeum Więzienia Pawiak w Warszawie

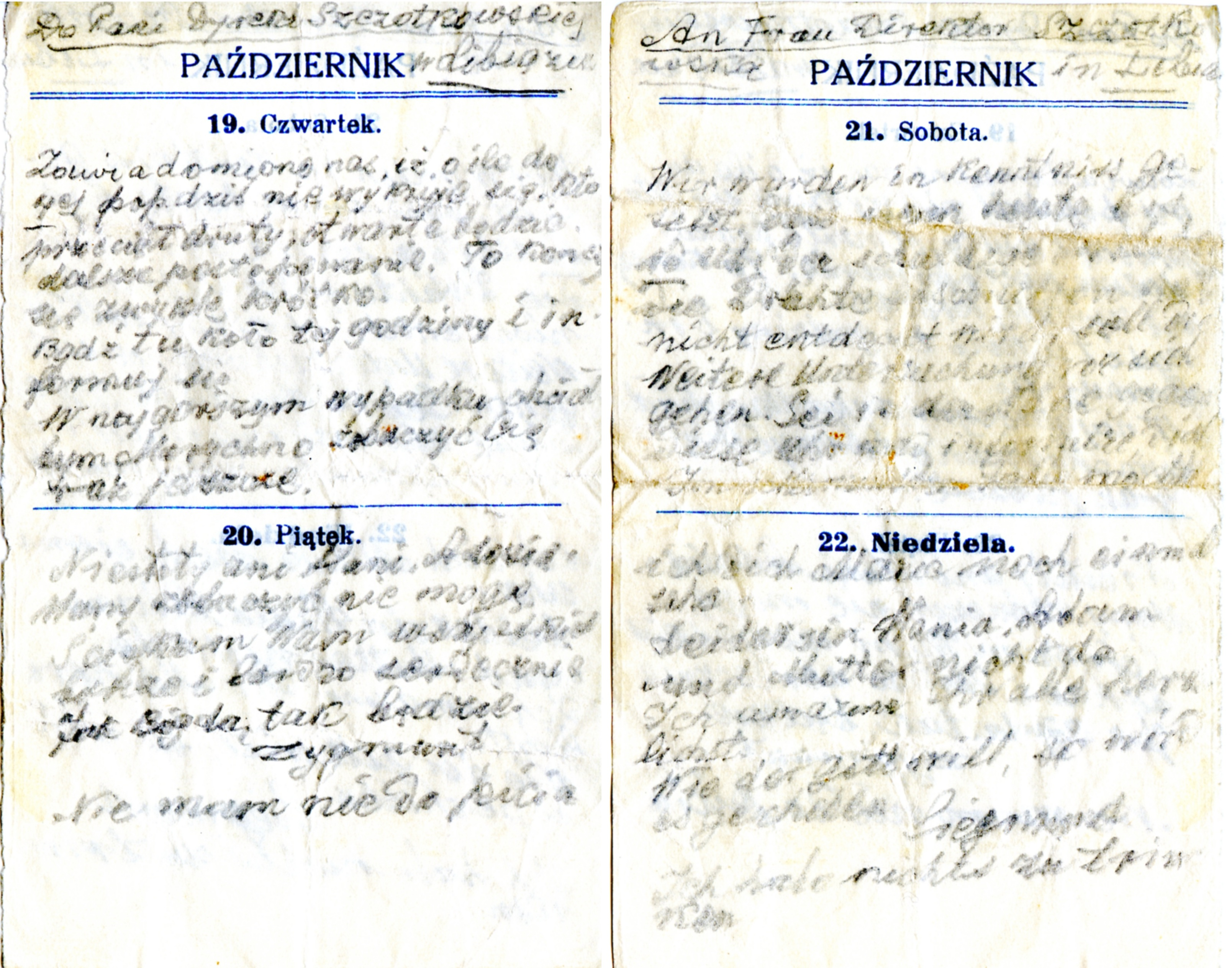
Gryps wysłany do rodziny w październiku 1939 od osoby zatrzymanej przez Gestapo pod zarzutem udziału w dywersji

Gryps – w grypserze (gwarze więziennej) nielegalnie przemycony list do więźnia lub poza więzienie.
Samo przekazywanie grypsów nie jest pocztą polową, ale na terenie niektórych obozów internowania działała poczta polowa zwana obozową.
Podziemna poczta polowa jest formą zorganizowanego przekazywania korespondencji, czym różni się od „grypsowania”.